# Prophasiane tenebrosata
Prophasiane tenebrosata là một loài bướm đêm trong họ Geometridae.